# Яновский, Кирилл Петрович
Кирилл Петрович Яновский (1822—1902) — российский государственный деятель и педагог, член Государственного совета Российской империи. Действительный тайный советник (1902).

## Происхождение
Родился 18 (30) марта 1822 года в городе Березна Черниговского уезда Черниговской губернии. Происходил из малороссийского дворянского рода, который вёл свою историю с середины XVII века; 18 июня 1791 года род Яновских был внесён в VI часть родословной книги Новгород-Северской губернии. Его отец, Пётр Петрович Яновский (1771—1840), служил помощником попечителя Черниговского ремесленного училища, имел чин титулярного советника. Мать, Ульяна Ивановна (урождённая Рубан); о ней известно только, что она похоронена в 1855 году в Березне, там же где и муж. В семье Яновских были ещё дети:
- Павел (1804—1843), служил бухгалтером Черниговского ремесленного училища в чине коллежского регистратора (по данным 1818 г.)
- Евдокия, была замужем за дворянином Страховским.
- Ксения (?—1830), была замужем за отставным капитаном Тихим.
- Иван (1816—1847), кавалер Одесского егерского полка.
- Марфа (?—1883), была замужем за секретарём гражданского суда Гордиевским.

## Биография
Учился в Черниговском уездном училище (1829—1832); в 1833 году обучался в Доме воспитания бедных дворян. В 1839 году окончил Черниговскую гимназию; в 1843 году — второе отделение философского факультета Киевского университета Св. Владимира. В студенческие годы был вынужден преподавать арифметику и географию в частном пансионе Гедуэна.
Службу начал в 1843 году, 16 декабря он был определён в Ровенскую гимназию исправляющим должность старшего учителя математических наук; титулярный советник с 07.04.1848; с 17 апреля 1848 года — надзиратель в общественных ученических квартирах при гимназии; 08 сентября 1848 года был утверждён в должности старшего учителя; коллежский асессор с 16.12.1849. По прошению был уволен от службы 28 июня 1851 года.
Вернулся на службу 6 июня 1852 года. Был преподавателем математики во 2-й одесской гимназии, а затем старшим учителем математики и физики в Кишинёвской гимназии, где с 25 июня 1856 года исполнял должность инспектора гимназии, оставаясь старшим учителем; 28 января 1857 года был утверждён инспектором гимназии, 19 апреля 1858 года командирован с особым поручением во Францию.
Чин коллежского советника получил 11 ноября 1856 года. В чин статского советника был произведён 16 марта 1863 года и с этого же дня был назначен директором Кишинёвской гимназии и директором училищ Бессарабской области. На этой должности содействовал открытию в Кишинёве 8 марта 1864 года (дочерью статского советника Любовью Александровной Белюговой) частного женского училища «на степени гимназии»; этому первому в Бессарабии женскому среднему учебному заведению выделялось ежегодно 1500 рублей на бесплатное обучение девочек из бедных семей дворян, чиновников и купцов.
По выслуге 25 лет в 1869 году приказом от 06.12.1869 ему было предоставлено право остаться на службе ещё на пять лет. Спустя год, 25 декабря 1870 года получил чин действительного статского советника.
В 1871 году он был назначен на должность помощника попечителя Санкт-Петербургского учебного округа. С 1878 года — попечитель Кавказского учебного округа; тайный советник с 30 декабря 1879 года. 
В качестве попечителя создал важный прецедент в направлении эмансипации женщин в России, одобрив в 1878 году назначение Ольги Гурамишвили на должность преподавателя русского языка в Тифлисской дворянской мужской гимназии. В 1880—1883 годах состоял членом Совета Закавказского девичьего института.
К. П. Яновский был противником строго классического образования. Основным в учебно-воспитательной работе он считал всестороннее развитие учащихся и связь школы с семьёй. Активно сотрудничал в журнале «Русская школа». С 1879 года — действительный член Общества содействия техническо-ремесленному образованию на Кавказе, а с 21.01 1880 года был членом совета Общества восстановления православного христианства на Кавказе. С 1881 года руководил изданием «Сборник материалов для описания местностей и племен Кавказа». С 1889 года состоял членом Московского археологического общества.
В 1901—1902 году Яновский был членом департамента промышленности, наук и торговли в Государственном совете, а также членом Особого присутствия для обсуждения проекта уголовного уложения.
С 1 января 1902 года — действительный тайный советник.
Умер 12 (25) июля 1902 года в Сухуме Кутаисской губернии; был погребён в ограде городского собора.

## Награды и почётные звания
- орден Св. Станислава 2-й степени (12.01.1862).
- орден Святой Анны 2-й степени (12.01.1865)
- орден Св. Владимира 3-й степени (20.11.1867)
- орден Св. Станислава 1-й степени (01.01.1873)
- орден Святой Анны 1-й степени (01.01.1877)
- знак отличия «Officier d’Academie de France» (1879)
- орден Св. Владимира 2-й степени (30.08.1881)
- орден Белого орла (01.01.1886)
- Французский знак отличника по народному просвещению «Officier de l’Instruction Publique» (24.11.1887)
- персидский орден Льва и Солнца 1-й степени (23.01.1890)
- орден Св. Александра Невского (1891) с бриллиантовыми знаками к ордену
- бухарский орден Благородной Бухары 1-й степени (12.02.1893)

Имел тёмно-бронзовую медаль в память о Крымской войне 1853—1856 годов (13.03.1858).
С 1885 года Яновский был почётным членом Академии художеств; с 07.12.1891 года — Академии наук в Санкт-Петербурге; с 02.10.1893 года — почётный член Екатеринодара.
С 28.09.1895 года — почётный гражданин Березны, а также почётный член Санкт-Петербургского университета и общества любителей естествознания, антропологии и этнографии при Московском университете.

## Семья
Жена — Анна Антоновна, урождённая Ситовская (её родители — Антон Ситовский и Вильгельмина Егоровна, урождённая Луч). В качестве приданого ей был дан каменный дом в Кишинёве. Их дети:
- Елизавета (05.10.1862 — не ранее 1902), девица;
- Антон (04.11.1865 — не ранее 1902), доктор медицины;
- Мария (19.02.1871 — не ранее 1902), её муж — окружной инспектор Кавказского учебного округа, директор закавказской учительской семинарии в Гори Александр Иванович Словинский;
- Наталья, Елена, Анна умерли в младенчестве.